# Scooby-Doo
Scooby-Doo  is een van de langst lopende Amerikaanse animatieseries. De serie, met in de hoofdrol de fictieve Duitse dog Scooby-Doo, wordt sinds 1969 uitgezonden.
De serie bestaat uit verschillende afzonderlijke series. De eerste serie, Scooby-Doo, Where Are You!, werd bedacht voor Hanna-Barbera Productions door schrijvers Joe Ruby en Ken Spears. De personages werden ontworpen door Iwao Takamoto. Toen deze serie afgelopen was, produceerde Hanna-Barbera vele spin-offseries tot het bedrijf werd overgenomen door Warner Bros. in 1997.
Scooby-Doo werd oorspronkelijk uitgezonden op CBS van 1969 tot en met 1976. Daarna werd de serie overgenomen door ABC, die de serie uitzond tot en met 1986. Van 1988 tot en met 1991 zond de zender de spin-offserie A Pup Named Scooby-Doo uit. Een nieuwe serie, What's New, Scooby-Doo?, werd uitgezonden op The WB van 2002 tot en met 2005. De huidige serie, Scooby-Doo! Mystery Incorporated, wordt uitgezonden op Cartoon Network. In Nederland zond de VARA voornamelijk in de jaren zeventig en tachtig afleveringen van diverse series van Scooby-Doo uit, met Nederlandse ondertiteling.
Naast de series bestaan er ook films en computerspellen over Scooby-Doo.

## Inhoud
Alle series draaien om een groepje tieners/jonge volwassenen en de hond Scooby-Doo. Samen hebben ze een bedrijfje genaamd "Mystery Inc.", dat overal mysteries oplost. Deze mysteries draaien altijd om bovennatuurlijke wezens. Meestal blijken deze wezens achteraf gewoon criminelen en oplichters te zijn die zich enkel voordeden als spoken of monsters, maar het gebeurt ook weleens dat het team in aanraking komt met echte monsters. Soms wordt het team ingehuurd door iemand om een mysterie op te lossen, maar het gebeurt ook geregeld dat ze per ongeluk erbij betrokken raken.
Het team van Mystery Inc. bestaat doorgaans uit de volgende personen:
- Scooby-Doo
- Fred "Freddie" Jones
- Daphne Blake
- Velma Dinkley
- Norville "Shaggy" Rogers.

Scooby-Doo en Shaggy zijn de enige twee personages die in alle series en films meespelen. Op de samenstelling van de rest van het team wordt in bepaalde series gevarieerd. De personages verplaatsen zich in een omgebouwd busje genaamd de "Mystery Machine".
In latere series kwamen extra personages voor Scooby's neef Scooby-Dum en zijn neefje Scrappy-Doo.

## Productie geschiedenis

### Creatie en ontwikkeling
In 1968 kwamen er steeds meer protesten van ouders, vooral van de groep Action for Children's Television (ACT), tegen het geweld in tekenfilms op zaterdagochtend. De protesten richtten zich vooral tegen shows van Hanna-Barbera zoals Space Ghost en The Herculoids. Bijna al deze series werden stopgezet onder de druk van de protesten. Leden van de protestgroepen begonnen producers van Hanna-Barbera daarna te adviseren over wat wel en niet kon volgens hen.
Fred Silverman, die de leiding had over de kinderprogramma's voor het CBS-netwerk, kwam ter vervanging met de serie The Archie Show, gebaseerd op Bob Montana's stripserie Archie. Deze serie draaide om een tienerband, en werd een groot succes. Silverman wilde deze succesformule voortzetten en contacteerde producers William Hanna en Joseph Barbera. Zijn voorstel was nog een show te maken over een tienerband, maar met een extra element: de tieners zouden naast bandleden ook detectives zijn en mysteries oplossen tussen optredens door. Silverman beschreef zijn idee als een mix van de populaire radioserie I Love a Mystery en de televisieserie The Many Loves of Dobie Gillis.
Hanna en Barbera gaven deze taak door aan twee van hun hoofdschrijvers, Joe Ruby en Ken Spears. Ook tekenaar Iwao Takamoto werd erbij gehaald. Hun originele concept voor de show die Silverman in gedachten had heette Mysteries Five, en ging over vijf tieners (Geoff, Mike, Kelly, Linda, en Linda's broer "W.W.") en hun hond, Too Much, die allemaal in een band genaamd "The Mysteries Five" speelden. Deze band zou tussen optredens door mysteries ontrafelen waar spoken, zombies en andere bovennatuurlijke wezens bij betrokken waren. Ruby en Spears maakten van Too Much een grote absurde Duitse dog.
Voordat de show klaar was voor presentatie werden nog een paar dingen veranderd. De personages Geoff en Mike werden samengevoegd tot een nieuw personage genaamd "Ronnie" (hij werd later hernoemd tot "Fred" op aandringen van Silverman), Kelly's naam werd veranderd in Daphne, Linda was nu Velma, en Shaggy (voorheen "W.W.") was niet langer Linda's broer. Silverman was ook niet erg tevreden over de naam Mysteries Five, en liet de naam veranderen in Who's S-S-Scared? Silverman presenteerde de serie in deze vorm aan CBS, maar die vond het concept te griezelig voor jonge kijkers.
Silverman richtte zich weer tot Ruby en Spears, die de show nog wat verder aanpasten. Ze maakten hem minder griezelig door meer humor in de serie te stoppen. Ook lieten ze het rockbandelement vallen, en focusten de show geheel op het detectivewerk; met name dat van Shaggy en Too Much. De laatste verandering was dat Too Much een nieuwe naam kreeg, Scooby-Doo. Dit werd tevens de naam van de serie zelf.
Ditmaal was CBS wel te spreken over het idee, en de serie werd in productie genomen.

### Aflevering formule
De plot van de meeste afleveringen en films volgt een formule:
- Aan het begin raakt Mystery Inc betrokken bij een mysterie (zij het per ongeluk omdat ze toevallig aanwezig zijn, of omdat iemand ze inhuurt). Dit mysterie draait om iets schijnbaar bovennatuurlijks zoals een monster of spook.
- Fred, Daphne en Velma proberen aanwijzingen te vinden over wat er gaande is. Scooby en Shaggy lopen geregeld het monster tegen het lijf, met humoristische gevolgen.
- Na genoeg aanwijzingen te hebben verzameld concludeert het team dat het “monster” gewoon een verkleed persoon is die om een of andere reden (vaak criminele activiteiten) geen pottenkijkers wil en ze op deze manier weg probeert te jagen.
- Het monster wordt gevangen, meestal via een val gebouwd door Fred.
- De schurk wordt ontmaskerd, waarna hij meestal zijn motieven uitlegt.
- De laatste zin van de schurk is vrijwel altijd "And I would have gotten away with it, if it wasn't for you meddling kids!"

In afleveringen waarin wel op deze formule gevarieerd wordt, is de meest gebruikte variant dat het monster wel echt blijkt te zijn en het team dus een andere strategie moet bedenken om het te vangen of te verslaan.

### Scooby-Doo-televisieseries

#### De CBS-jaren
Scooby-Doo, Where Are You! maakte zijn debuut op CBS op zaterdag 13 september 1969 met de aflevering What a Night for a Knight. De originele stemcast bestond uit Don Messick als Scooby-Doo, Casey Kasem als Shaggy, Frank Welker als Fred, Nicole Jaffe als Velma, en Stefanianna Christopherson als Daphne. Zeventien afleveringen werden gemaakt in 1969. Het bekende introlied werd geschreven door David Mook en Ben Raleigh, en gezongen door Mook.
In de eerste afleveringen waren de invloeden van I Love a Mystery en Dobie Gillis nog duidelijk zichtbaar. Mark Evanier identificeerde de vier tieners met de personages uit Dobie Gillis. "Fred was gebaseerd op Dobie, Velma op Zelda, Daphne op Thalia en Shaggy op Maynard." In de eerste serie werden de rollen van de personages al direct vastgesteld: Fred was de leider en de gedreven detective, Velma de intelligente analist, Daphne het slachtoffer en Shaggy en Scooby-Doo de lafaards die meer worden gedreven door eten dan het oplossen van mysteries. In de loop der jaren veranderden de personages wel wat. Vooral Daphne onderging sterke veranderingen: ze begon zelfverdedigingslessen te nemen en werd steeds minder vaak het slachtoffer.
Scooby-Doo, Where Are You! was een groot succes en een tweede seizoen werd gemaakt. In dit tweede seizoen werd meer slapstickhumor gebruikt.
In 1972, na 25 afleveringen van een half uur, werd het programma verlengd naar afleveringen van een uur. Deze serie werd The New Scooby-Doo Movies genoemd. In elke aflevering van deze serie kwamen bekende personages voor in een gastrol. Zo waren onder andere de Harlem Globetrotters, de Three Stooges, Don Knotts, Sonny & Cher, Batman & Robin, en The Addams Family te zien. Deze serie liep twee seizoenen met een totaal van 24 afleveringen.

#### DeScooby-klonen
Beseffend dat ze een succesvolle formule in handen hadden, herhaalde Hanna-Barbera het idee meerdere malen. Zo kwamen er andere tienerseries met een thema dat vrijwel gelijk was aan dat van Scooby: Josie and the Pussycats (1970), waarin het originele idee van een tienerband die ook als detectives werkt alsnog werd uitgevoerd, The Pebbles and Bamm-Bamm Show (1971), The Funky Phantom (1971), The Amazing Chan and the Chan Clan (1972), Goober and the Ghost Chasers, Speed Buggy, Butch Cassidy and the Sundance Kids, en Inch High, Private Eye (1973).

#### De ABC-jaren
Op ABC onderging de show bijna jaarlijks een aantal veranderingen. Voor het seizoen van 1976-1977 werden nieuwe afleveringen van Scooby-Doo gecombineerd met een andere show, Dynomutt, Dog Wonder, wat The Scooby-Doo/Dynomutt Hour tot gevolg had. Deze show evolueerde later tot andere combinatieshows zoals Scooby's All-Star Laff-A-Lympics (1977–1978) en Scooby's All-Stars (1978–1979).
In 1979 werd Scooby's jonge neefje Scrappy-Doo geïntroduceerd in de serie Scooby-Doo and Scrappy-Doo. In 1980 kwam de focus steeds sterker op Scooby en Scrappy te liggen, en werden op Shaggy na alle andere personages uit de serie geschreven. De serie veranderde van een half uur durend mysterie naar drie filmpjes van telkens 7 minuten.
Daphne keerde terug naar de cast voor The All-New Scooby and Scrappy-Doo Show in 1983, die bestond uit twee afleveringen van 11 minuten. Deze versie van de show liep twee seizoenen.
In 1985 verscheen The 13 Ghosts of Scooby-Doo, met in de hoofdrollen Daphne, Shaggy, Scooby, Scrappy, en twee nieuwe personages: Flim-Flam en Vincent Van Ghoul. Deze show bevatte ook een rode draad die de hele serie liep: Scooby en Co moesten wereldwijd dertien geesten vangen.
In 1988 besloot Hanna-Barbera de originele cast uit Scooby-Doo, Where Are You! weer samen te brengen, maar nu een stuk jonger (als middelbare school studenten). Dit gebeurde in de serie A Pup Named Scooby-Doo.

#### Herhalingen en heropleving
Herhalingen van de show werden sinds de jaren 80 uitgezonden op kabelnetwerken zoals TBS Superstation en USA Network.
In 2002, na het succes van de vele herhalingen en de direct-naar-video-Scooby-Doo-films, werd de originele versie van de cast in geüpdatete vorm bijeen gebracht voor What's New, Scooby-Doo?, die werd uitgezonden van 2002 tot en met 2005. Na drie seizoenen werd deze serie vervangen door Shaggy & Scooby-Doo Get a Clue!. In deze serie erfde Shaggy een fortuin en een landhuis van een oom. Deze serie liep tot 2008. In 2009 verscheen wederom een nieuwe serie: Scooby-Doo! Mystery Incorporated.

### Televisiespecials en films
De Scooby-Doo personages verschenen voor het eerst buiten hun normale tekenfilmformaat in Scooby Goes Hollywood, een uur durende tv-special uit 1979.
Van 1986 t/m 1988 produceerde Hanna-Barbera een serie televisiefilms over hun populairste personages. Scooby-Doo, Scrappy-Doo, en Shaggy deden in drie van deze films mee: Scooby-Doo Meets the Boo Brothers (1987), Scooby-Doo and the Reluctant Werewolf (1988), en Scooby-Doo and the Ghoul School (1988). Verder waren Scooby en Shaggy vertellers van de film Arabian Nights.
Beginnend in 1998 ging Warner Bros. Animation nieuwe direct-naar-videofilms van Scooby-Doo produceren. Deze films bevatten iets oudere versies van de bekende personages uit de serie, en negeerden de gebeurtenissen uit de Scrappy-Doo series. Deze films waren Scooby-Doo on Zombie Island (1998), Scooby-Doo and the Witch's Ghost (1999), Scooby-Doo and the Alien Invaders (2000), en Scooby-Doo and the Cyber Chase (2001).
Het succes van deze films zorgde dat de televisieserie nieuw leven in werd geblazen. De films gingen verder met Scooby-Doo and the Legend of the Vampire (2003), Scooby-Doo and the Monster of Mexico (2003), Scooby-Doo and the Loch Ness Monster (2004), Aloha, Scooby-Doo! (2005), Scooby-Doo! in Where's My Mummy? (2005) en Scooby-Doo! Pirates Ahoy! (2006).

### Live-actionfilms
Een life-actionfilm van Scooby-Doo werd uitgebracht door Warner Bros. in 2002. De cast bestond uit Freddie Prinze, Jr. als Fred, Sarah Michelle Gellar als Daphne, Matthew Lillard als Shaggy, en Linda Cardellini als Velma. Scooby-Doo zelf werd neergezet met digitale animatie. De film was een groot succes met een opbrengst van 130 miljoen dollar aan entreegelden. De film brak los van de verhaalformule uit de televisieserie. In de film waren de monsters daadwerkelijk bovennatuurlijke wezens.
Een tweede film getiteld Scooby-Doo 2: Monsters Unleashed kwam uit in 2004. In deze film kwamen veel bekende monsters uit de originele televisieserie weer terug zoals de Black Knight, the 10,000 Volt Ghost, the Pterodactyl Ghost, the Miner 49er, en Chickenstein.
Na deze film volgden nog 2 live-action films, die beide echter werden uitgebracht als direct-naar-video en een andere cast bevatten dan de twee bioscoopfilms: Scooby-Doo! The Mystery Begins en Scooby-Doo! Curse of the Lake Monster

## Invloed
Hoewel de serie een groot succes was, heeft hij in zijn 40-jarig bestaan maar twee Emmy-nominaties ontvangen. Een Daytime Emmy in 1989 voor A Pup Named Scooby Doo, en een Daytime Emmy in 2003 voor What's New, Scooby-Doo's Mindy Cohn. Net als veel shows van Hanna-Barbera werd de show bekritiseerd voor slechte verhaallijnen.
Desondanks heeft Scooby-Doo een grote aanhang van fans, die sinds de jaren 90 sterk is toegenomen omdat zowel kinderen als volwassenen die met de serie zijn opgegroeid fans zijn. Vooral de mix van komedie, horror en avontuur wordt gezien als reden dat de show zo succesvol is geworden.
Veel tv-series en films maken referenties aan Scooby-Doo, zoals Wayne's World en de serie Buffy the Vampire Slayer, waarin Buffy en haar vrienden vaak aan zichzelf refereren als de "Scooby Gang" of "Scoobies."

## Merchandising
De eerste Scooby-Doo-merchandise kwam in de vorm van Scooby-Doo, Where Are You!-strips door Gold Key Comics. Deze strips bevatten oorspronkelijk stripversies van de afleveringen uit de serie, maar gingen al snel originele verhalen publiceren.
Andere vroege Scooby-Doo-merchandise zijn een Milton Bradley-bordspel, lunchtrommels, kleurboeken, verhaalboeken, platen en ondergoed.
Merchandising nam af in de jaren 80, maar bloeide weer op in de jaren 90. Tegenwoordig zijn er tal van spullen gebaseerd op de serie te krijgen, waaronder zelfs Scooby-Doo ontbijtgranen, knuffels, actiefiguurtjes, autodecoraties en hondensnoepjes.
Van 1990 tot 2002 verschenen Shaggy en Scooby-Doo als personages in de Funtastic World of Hanna-Barbera-simulatorrit in Universal Studios Florida.

## Scooby-Doofilmografie

### Televisieseries
| Serienummer | Titel                                     | Uitzending | Originele netwerk  | Aantal afleveringen | Aantal seizoenen |
| --- | ----------------------------------------- | ---------- | ------------------ | ------------------- | ---------------- |
| 1 | Scooby-Doo, Where Are You!                | 1969–1972  | CBS                | 25                  | 2                |
| 2 | The New Scooby-Doo Movies                 | 1972–1974  | CBS                | 24                  | 2                |
| 3 | The Scooby-Doo Show 1                     | 1976–1979  | ABC                | 40                  | 3                |
| 4 | Scooby's All-Star Laff-A-Lympics 2        | 1977–1979  | ABC                | 24                  | 2                |
| 5 | Scooby-Doo and Scrappy-Doo                | 1979–1980  | ABC                | 16                  | 1                |
| 6 | Scooby-Doo and Scrappy-Doo 3              | 1980–1983  | ABC                | 33                  | 3                |
| 7 | The All-New Scooby and Scrappy-Doo Show 4 | 1983–1985  | ABC                | 26                  | 2                |
| 8 | The 13 Ghosts of Scooby-Doo               | 1985–1986  | ABC                | 13                  | 1                |
| 9 | Scooby's Mystery Funhouse 5               | 1985–1986  | ABC                | 21                  | 1                |
| 10 | A Pup Named Scooby-Doo                    | 1988–1991  | ABC                | 29                  | 3                |
| 11 | What's New, Scooby-Doo?                   | 2002–2006  | Kids' WB on the WB | 42                  | 3                |
| 12 | Shaggy & Scooby-Doo Get a Clue!           | 2006–2008  | Kids' WB op CW     | 26                  | 2                |
| 13 | Scooby-Doo! Mystery Incorporated          | 2010–2013  | Cartoon Network    | 52                  | 2                |
| Notities: 1. Werd uitgezonden als onderdeel van The Scooby-Doo/Dynomutt Hour (1976), The Scooby-Doo/Dynomutt Show (1976–1977), Scooby's All-Star Laff-A-Lympics (1977–78), en Scooby's All-Stars (1978–79). Negen van de afleveringen uit Scooby's All-Stars werden al eerder uitgezonden tijdens de serie Scooby-Doo, Where Are You!. 2. Werd uitgezonden als onderdeel van Scooby's All-Star Laff-a-Lympics (1977–78) en Scooby's All-Stars (1978–79). 3. Werd uitgezonden als onderdeel van The Richie Rich/Scooby-Doo Show (1980–82) en The Scooby-Doo/Scrappy-Doo/Puppy Hour (1982–83). 4. Werd uitgezonden als The New Scooby-Doo Mysteries van september 1984 t/m september 1985. 5. Bevat herhalingen van Scooby-Doo afleveringen geproduceerd tussen 1980 en 1983. |                                           |            |                    |                     |                  |

### Direct-naar-videofilms
- Scooby-Doo on Zombie Island (1998)
- Scooby-Doo and the Witch's Ghost (1999)
- Scooby-Doo and the Alien Invaders (2000)
- Scooby-Doo and the Cyber Chase (2001)
- Scooby-Doo and the Legend of the Vampire (2003)
- Scooby-Doo and the Monster of Mexico (2003)
- Scooby-Doo and the Loch Ness Monster (2004)
- Aloha, Scooby-Doo! (2005)
- Scooby-Doo! in Where's My Mummy? (2005)
- Scooby-Doo! Pirates Ahoy! (2006)
- Chill Out, Scooby-Doo! (2007)
- Scooby-Doo and the Goblin King (2008)
- Scooby-Doo and the Samurai Sword (2009)
- Scooby-Doo! Abracadabra-Doo (2010)
- Scooby-Doo! Camp Scare (2010)
- Scooby-Doo! Legend of the Phantosaur (2011)

### Videospellen
- Scooby Doo, een arcadespel uit 1986 van Elite Systems.
- Scooby Doo Mystery, twee afzonderlijke spellen met dezelfde titel, gemaakt in 1995.
- Scooby Doo: Mystery of the Fun Park Phantom, een spel uit 1999 ontworpen door Engineering Animation, Inc. (EAI).
- Scooby Doo! Classic Creep Capers, een spel uit 2000 door THQ voor de Nintendo 64 en Game Boy Color.
- Scooby-Doo! Night of 100 Frights, uit 2002.
- Scooby Doo: Mystery Mayhem, uit 2004.
- Scooby-Doo! Unmasked, uit 2005.
- Scooby-Doo! Mystery Adventures, gemaakt in 2000. Een cd-rom voor Windows. Bevat drie verschillende versies/uitdagingen: Scooby-Doo: Showdown in Ghost Town, Scooby-Doo: Phantom of the Knight, en Scooby-Doo: Jinx at the Sphinx.

### Andere media
- Scooby-Doo en de Mystery Inc.-groep hebben een gastrol in de serie Batman: The Brave and the Bold in de aflevering "Batmite Presents: Batman's Strangest Cases". Hierin moeten ze samen met Batman en Robin "Weird Al" Yankovic redden van The Joker.
- Scooby Doo en de Mystery Inc.-groep hebben ook een gastrol in de CW-liveactionserie Supernatural, in aflevering 16 uit seizoen 13, getiteld "Scoobynatural", waarin de personages uit Supernatural letterlijk in de tv-animatieserie Scooby Doo worden gezogen. Om hier weer uit te ontsnappen, moeten ze samen het mysterie oplossen.

## Stemmen
| - Scooby-Doo - Don Messick (1969–1997) - Scott Innes (1998–2001) - Neil Fanning (2002 & 2004 live-action films) - Frank Welker (2002–heden) - Norville 'Shaggy' Rogers - Casey Kasem (1969–1997, 2002–heden) - Billy West (1998–1999) - Scott Innes (2000–2001) - Scott Menville (2006– heden) - Matthew Lillard (acteur in de 2002 & 2004 live-action films) - Nick Palatas (acteur in de 2009 & 2010 live-action films) - Will Forte (Scoob! 2020) - Iain Armitage (Scoob! 2020) - Fred Jones - Frank Welker (1969–1984; 1998–heden) - Carl Stevens (A Pup Named Scooby-Doo, 1988–1991) - Freddie Prinze, Jr. (acteur in de 2002 & 2004 live-action films) - Robbie Amell (acteur in de 2009 & 2010 live-action films) - Zac Efron (Scoob! 2020) - Pierce Gagnon (Scoob! 2020) - Daphne Blake - Indira Stefanianna Christopherson (1969–1970) - Heather North (Kenney) (1970–1985, 2003) - Kellie Martin (A Pup Named Scooby-Doo, 1988–1991) - Mary Kay Bergman (1998–2000) - Grey DeLisle (2001–heden) - Sarah Michelle Gellar (actrice in de 2002 & 2004 live-action films) - Kate Melton (actrice in de 2009 & 2010 live-action films) - Amanda Seyfried (Scoob! 2020) - Mckenna Grace (Scoob! 2020) | - Velma Dinkley - Nicole Jaffe (1969–1974, 2003) - Pat Stevens (1976–1979) - Marla Frumkin (1979–1980, 1984) - Christina Lange (A Pup Named Scooby-Doo, 1988–1991) - B. J. Ward (1998–2001) - Mindy Cohn (2002–heden) - Linda Cardellini (actrice in de 2002 & 2004 live-action films) - Hayley Kiyoko (actrice in de 2009 & 2010 live-action films) - Gina Rodriguez (Scoob! 2020) - Ariana Greenblatt (Scoob! 2020) - Scrappy-Doo - Lennie Weinrib (1979–1980) - Don Messick (1980–1988) - Scott Innes (2002 live-action film) - Andere reguliere personages - Daws Butler als Scooby-Dum (recurring, 1976–1978) - Vincent Price als Vincent Van Ghoul (The 13 Ghosts of Scooby-Doo, 1985–1986) - Susan Blu als Flim-Flam (The 13 Ghosts of Scooby-Doo, 1985–1986) - Howard Morris als Bogel (The 13 Ghosts of Scooby-Doo, 1985–1986) - Arte Johnson as Weerd (The 13 Ghosts of Scooby-Doo, 1985–1986) - Scott Menville als Red Herring (A Pup Named Scooby-Doo, 1988–1991) |